# یرمی پشیبورا
یرمی پشیبورا (لهستانی: Jeremi Przybora؛ ‏ ۱۲ دسامبر ۱۹۱۵ – ۴ مارس ۲۰۰۴) خواننده، شاعر، مجری، کارگردان تلویزیونی، ترانه‌سرا و نویسنده اهل لهستان بود.
از فیلم‌ها یا مجموعه‌های تلویزیونی که وی در آن‌ها نقش داشته است، می‌توان به کاباره مردان مسن اشاره نمود.
وی همچنین برندهٔ جوایزی همچون نشان افتخار تولد لهستان شده‌است.